# Laurentius Wangel
Laurentius Wangel, född 15 februari 1636 i Vånga församling, död 1692 i Mogata församling, Östergötlands län, var en svensk präst.

## Biografi
Laurentius Wangel föddes 1636 i Vånga församling. Han var son till kyrkoherden Israel Wongorosander och Emerentia Pädersdotter. Wangel blev 30 oktober 1656 student vid Uppsala universitet och 1661 apologist i Linköping. Han prästvigdes 10 april 1666 och blev 1668 kyrkoherde i Å socken. Wangel blev 3 september 1679 kyrkoherde i Mogata församling, en plats som han tillträdde 1680. Han avled 1692 i Mogata församling.

### Familj
Wangel gifte sig första gången 4 juni 1666 med Christina Sveiraeus. Hon var dotter till kyrkoherden Carolus Sveiræus och Margareta Jostsdotter i Å församling. De fick tillsammans barnen Carl Wangel (1667–1667), kyrkoherden Israel Wangel i Å församling, Christina Wangel (född 1670), Laurentius Wangel (1672–1672), Laurentius Wangel (född 1673), Margareta Wangel (född 1675), Anna Wangel som var gift med kyrkoherden Petrus Lind i Västerlösa församling, Johannes Wangel (1678–1731) och Catharina Wangel som var gift med kyrkoherden Ericus Exing i Östra Eneby församling.
Wangel gifte sig andra gången 1 februari 1684 med Anna Arenander (död 1717). Hon var dotter till tullinspektören Lars Arenander på Barösund i Gryts socken. De fick tillsammans barnen Brita Wangel (1685–1766) som var gift med bokhållaren Peter Jönsson på Gusums bruk och mantalskommissarien Jöns Olin och kyrkoherden Carl Wangel i Kvillinge församling. Efter Wangels död gifte Anna Arenander om sig med kyrkoherden Samuel Bothvidsson i Mogata församling.